# Lista de episódios de Masters of Sex
Masters of Sex é uma série de televisão estadunidense que estreou em 29 de setembro de 2013 e transmitido pela Showtime. Foi desenvolvida por Michelle Ashford e baseada na biografia Masters of Sex: The Life and Times of William Masters and Virginia Johnson, the Couple Who Taught America How to Love, de Thomas Maier. A série segue a história do Dr. William Masters (Michael Sheen) e Virginia Johnson (Lizzy Caplan), dois pioneiros no estudo da sexualidade humana.

## Visão geral
| Temporadas | Temporadas | Episódios | Exibição original      | Exibição original      |
| Temporadas | Temporadas | Episódios | Season premiere        | Season finale          |
| ---------- | ---------- | --------- | ---------------------- | ---------------------- |
|            | 1          | 12        | 29 de setembro de 2013 | 15 de dezembro de 2013 |
|            | 2          | 12        | 13 de julho de 2014    | 28 de setembro de 2014 |

## Episódios

### 1ª temporada (2013)
| Nº episódio | Título               | Direção de          | Roteiro de                           | Exibição original      |
| ----------- | -------------------- | ------------------- | ------------------------------------ | ---------------------- |
| 1           | Pilot                | John Madden         | Michelle Ashford                     | 29 de Setembro de 2013 |
| 2           | Race to Space        | Michael Dinner      | Michelle Ashford                     | 06 de outubro de 2013  |
| 3           | Standard Deviation   | Lawrence Trilling   | Sam Shaw                             | 13 de outubro de 2013  |
| 4           | Thank You for Coming | Jennifer Getzinger  | Amy Lippman                          | 20 de outubro de 2013  |
| 5           | Catherine            | Michael Apted       | Sam Shaw & Michelle Ashford          | 27 de outubro de 2013  |
| 6           | Brave New World      | Adam Davidson       | Lyn Greene & Richard Levine          | 03 de novembro de 2013 |
| 7           | All Together Now     | Tim Fywell          | Tyler Bensinger                      | 10 de novembro de 2013 |
| 8           | Love and Marriage    | Michael Apted       | Tyler Bensinger & Michael Cunningham | 17 de novembro de 2013 |
| 9           | Involuntary          | Jennifer Getzinger  | Noelle Valdivia                      | 24 de novembro de 2013 |
| 10          | Fallout              | Lesli Linka Glatter | Sam Shaw                             | 01 de dezembro de 2013 |
| 11          | Phallic Victories    | Phil Abraham        | Amy Lippman                          | 08 de dezembro de 2013 |
| 12          | Manhigh              | Michael Dinner      | Michelle Ashford                     | 15 de dezembro de 2013 |

### 2ª temporada (2014)
| Nº episódio | Título         | Direção de    | Roteiro de       | Exibição original      |
| ----------- | -------------- | ------------- | ---------------- | ---------------------- |
| 1           | Parallax       | Michael Apted | Michelle Ashford | 13 de julho de 2014    |
| 2           | Kyrie Eleison  | Michael Apted |                  | 20 de julho de 2014    |
| 3           | Fight          | Michael Apted |                  | 27 de julho de 2014    |
| 4           | Dirty Jobs     |               |                  | 03 de agosto de 2014   |
| 5           | Giants         |               |                  | 10 de agosto de 2014   |
| 6           | Blackbird      |               |                  | 17 de agosto de 2014   |
| 7           | Asterion       |               |                  | 24 de agosto de 2014   |
| 8           | A Better Shape |               |                  | 31 de agosto de 2014   |
| 9           |                |               |                  | 07 de setembro de 2014 |
| 10          |                |               |                  | 14 de setembro de 2014 |
| 11          |                |               |                  | 21 de setembro de 2014 |
| 12          |                |               |                  | 28 de setembro de 2014 |

1. ↑  «Showtime Announces Pickups of Homeland and Masters of Sex». CBS. 23 de outubro de 2013. Consultado em 5 de dezembro de 2013
2. ↑  «Shows A-Z - masters of sex on showtime». The Futon Critic. Consultado em 18 de maio de 2014